# 阿托伐他汀/培哚普利/氨氯地平
阿托伐他汀/培哚普利/氨氯地平是一种口服複方藥，用于治疗高血壓、高膽固醇血症或心血管疾病 。它可以降低近50%的心脏病风险。複方藥合併成一粒药丸的好处是服用意用增加。
副作用是就是个各成分的副作用，但一般來說很少見。培哚普利可以减轻氨氯地平引起的腿部肿胀。它是阿托伐他汀（一种他汀類藥物） 、培哚普利（一种血管紧张素转换酶抑制剂）和氨氯地平（一种鈣通道阻滯劑）的组合。
自 2021 年起，此组合已在许多欧洲国家取得醫療使用許可。名列世界卫生组织基本药物标准清单。它是一种复方制剂。一般來說，组合药物的价格會比各別单一药物藥價的總合便宜，但可能因国家而异 。